# Naucoridae
Famille
Les Naucoridae sont une famille d'insectes aquatiques hémiptères hétéroptères (punaises) népomorphes.

## Description

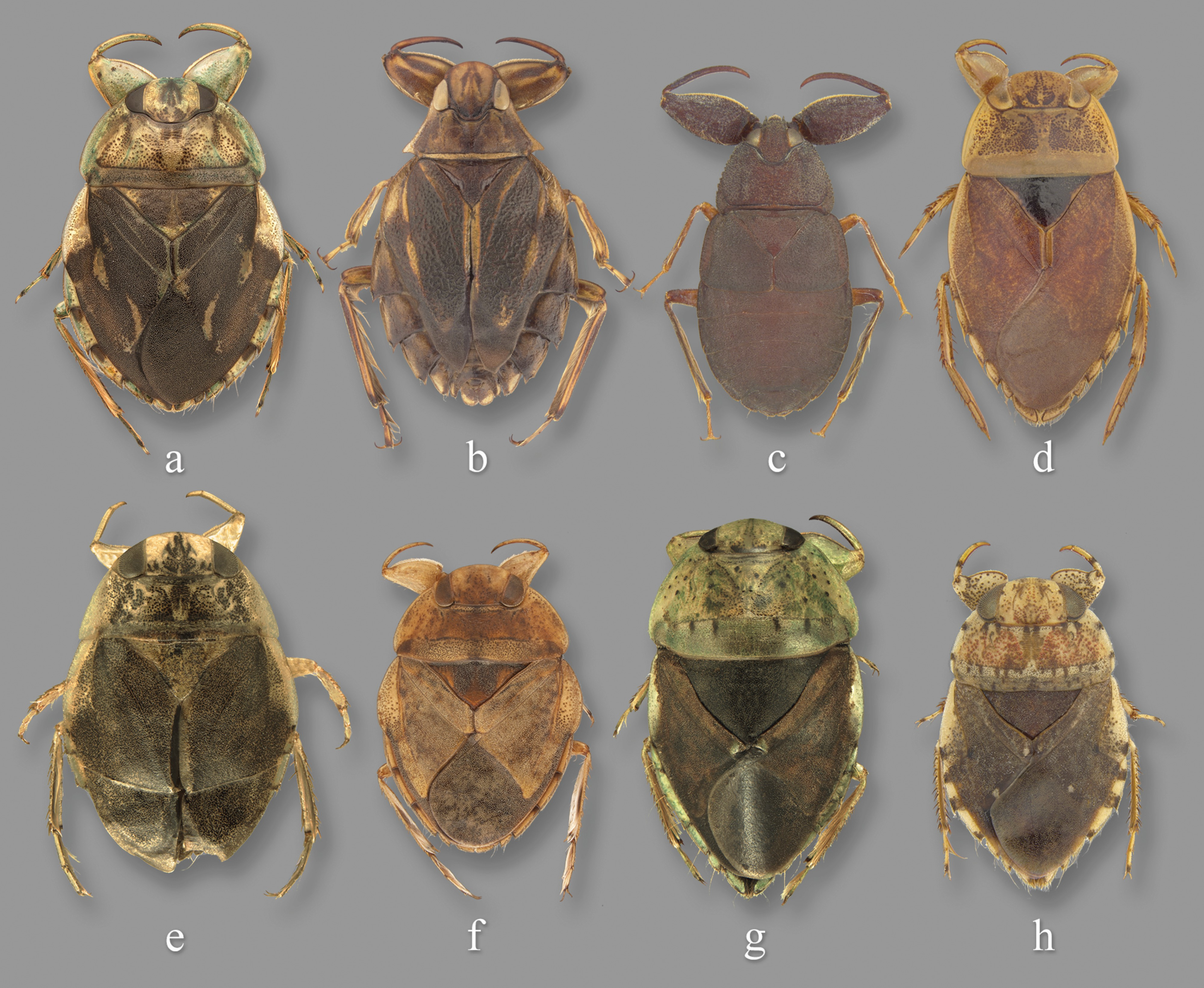
Exemple d'habitus de chaque sous-famille de Naucoridae : (a) Ambrysus signoreti (Ambrysinae) ; (b) Cheirochela thailandana (Cheirochelinae) ; (c) Cryphocricos hungerfordi (Cryphocricinae) ; (d) Ilyocoris cimicoides (Ilyocorinae) ; (e) Laccocoris limicola (Laccocorinae) ; (f) Limnocoris inornatus (Limnocorinae) ; (g) Macrocoris flavicollis (Macrocorinae) ; (h) Naucoris scutellaris (Naucorinae, Thaïlande).

Ce sont des punaises aquatiques, au corps aplati dorso-ventralement, légèrement convexe, ovoïdes-elliptiques, de couleur brun-noir à brun jaune. La tête est transverse et opistognathe, avec des antennes courtes de quatre articles, généralement invisibles depuis en dessus, un rostre court, qui ne dépasse pas le prosternum, des yeux grands qui touchent, voire recouvre les angles antérolatéraux du pronotum. Celui-ci est grand, subtrapézoïdal. Le scutellum, grand, est triangulaire. Les pattes antérieures sont ravisseuses, avec des fémurs aplatis et très élargis et les pattes arrière sont souvent modifiées pour la nage avec des franges ciliées. Les tarses antérieurs ont un à deux articles et sont souvent fusionnés avec le tibia. Les tarses médians et postérieurs ont deux articles. L'abdomen ne présente pas de processus respiratoire à son apex. Les membranes n'ont pas de veines. Leur taille est de 5 à 15 mm,,.

## Répartition et habitat
Cette famille est cosmopolite, principalement tropicale, mais s'est également étendue aux régions tempérées des deux hémisphères.
Elles vivent dans des mares ou des lacs, ou des cours d'eau lents à modérés.

## Biologie
Ces punaises sont des prédateurs généralistes subaquatiques, qui se nourrissent de divers invertébrés, des larves de libellules, des mollusques, des corixidae, des larves de diptères (moustiques et autres).
Elles pondent leurs œufs sur des éléments végétaux ou des cailloux immergés.
La plupart des naucorides respirent en retenant de l'air sous leurs ailes, et en l'absorbant par des spiracles.

## Systématique

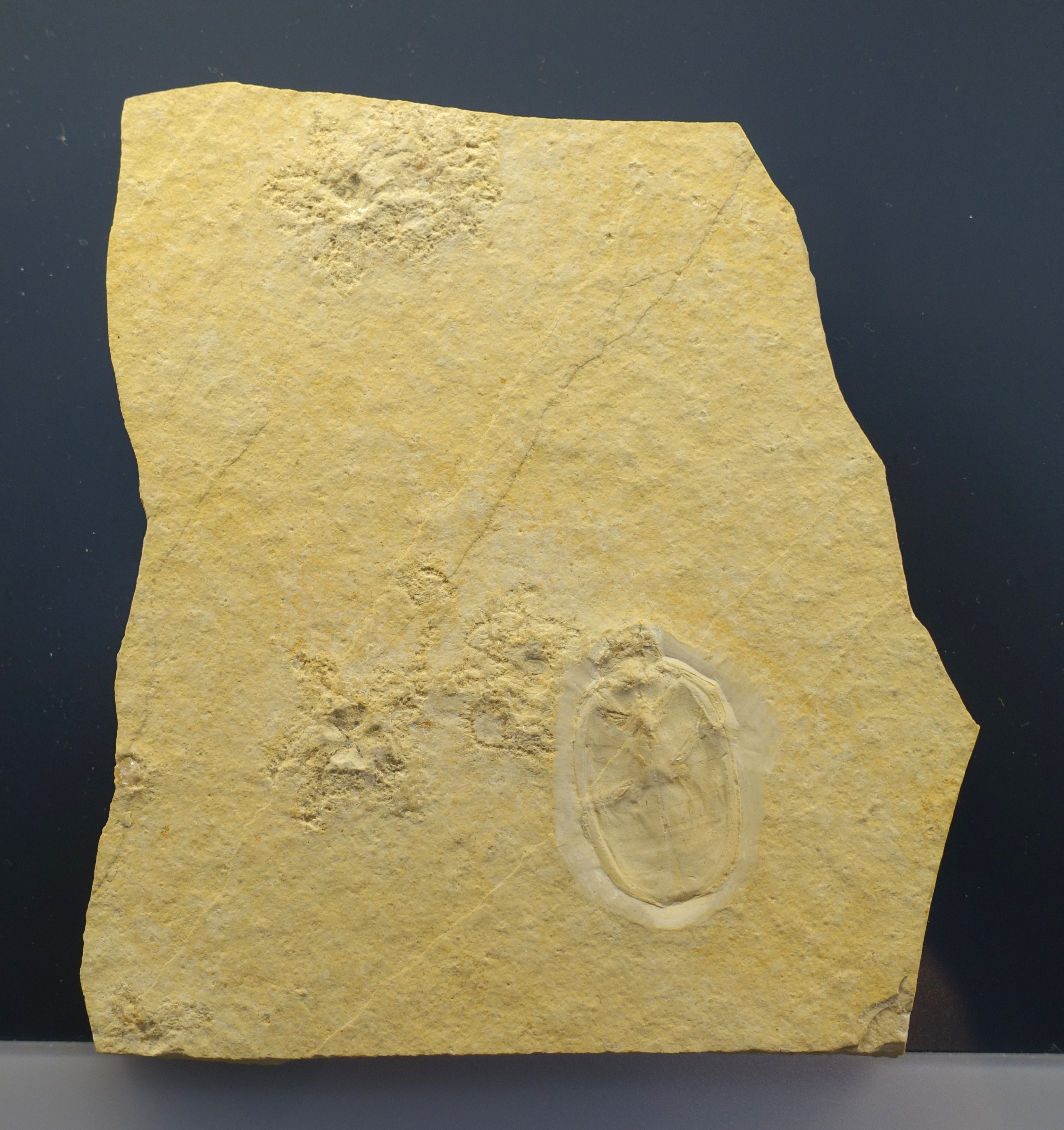
†Palaeoheteroptera (=Naucoris) lapidaria, du Tithonien (env. -150 Ma).

Les Naucoridae sont classés dans la super-famille des Naucoroidea, avec les Potamocoridae et les Aphelocheiridae, deux familles auparavant considérées comme des sous-familles des Naucoridae. La monophylie des Naucoridae a été confirmée, mais son organisation interne en sous-familles et en tribus reste discutée. En effet, leurs caractères morphologiques peuvent découler d'un héritage commun ou d'évolutions convergentes, ce qui rend la classification délicate, de même que le phénomène d'espèces cryptiques,.
Depuis la révision de Sites, elle contient huit sous-familles (auparavant six), 46 genres et 416 espèces, mais plusieurs espèces restent à décrire. La tribu des Ilyocorini est élevée au rang de sous-famille, les Ilyocorinae, et une nouvelle sous-famille est créée, les Macrocorinae. Les tribus des Sagrocorini et des Tanycricini sont supprimées, et d'autres créées (les Ctenipocorini, les Heleocorini, les Laccocorini, les Afronaucorini, les Asthenocorini, et les Idiocarini). De même, certains genres sont synonymisés, alors que d'autres sont créés.
De nombreux fossiles ont été découverts, les plus anciens remontant au Norien (Trias supérieur, -228 à -208 millions d'années) et au Pliensbachien (Jurassique inférieur, -191 à -183 millions d'années).

### Liste des sous-familles, des tribus et des genres
Selon Sites :
- sous-famille Ambrysinae Usinger, 1941
  - genre Ambrysus Stål, 1862
  - genre Australambrysus Reynoso & Sites, 2021
  - genre Carvalhoiella De Carlo, 1963
  - genre Cataractocoris Usinger, 1941
  - genre Hygropetrocoris Sites, 2015
  - genre Maculambrysus Reynoso & Sites, 2021
  - genre Melloiella De Carlo, 1935
  - genre Pelocoris Stål, 1876
  - genre Picrops La Rivers, 1952
  - genre Procryphocricos Polhemus, 1991
- sous-famille Cheirochelinae Montandon, 1897
  - genre Cheirochela Hope, 1841
  - genre Coptocatus Montandon, 1909
  - genre Gestroiella Montandon, 1897
- sous-famille Cryphocricinae Montandon, 1897
  - genre Cryphocricos Signoret, 1850
- sous-famille Ilyocorinae
  - genre Ilyocoris Stål, 1861
  - genre Placomerus La Rivers, 1956
- sous-famille Laccocorinae Stål, 1876
  - tribu Ctenipocorini Sites 2021
    - genre Ctenipocoris Montandon, 1897

  - tribu Heleocorini Sites 2021
    - genre Decarloa La Rivers, 1969
    - genre Diaphorocoris Montandon, 1897 (y compris Pogonocaudina Sites & Zettel, 2011, synonymisé)
    - genre Heleocoris Stål, 1876
    - genre Heleolaccocoris Sites 2021
    - genre Interocoris La Rivers, 1974

  - tribu Laccocorini
    - genre Aneurocoris Montandon, 1897
    - genre Laccocoris Stål, 1858
    - genre Temnocoris Montandon, 1897
    - genre Tsingala Sites 2021

  - tribu Namtokocorini Sites 2021
    - genre Namtokocoris Sites, 2007
- sous-famille Limnocorinae Stål, 1876
  - genre Limnocoris Stål, 1860 (y compris Usingerina Stål, 1860, synonymisé)
- sous-famille Macrocorinae Sites 2021
  - genre Macrocoris Signoret, 1861
  - genre Neomacrocoris Montandon, 1913
- sous-famille Naucorinae Leach, 1815
  - tribu Afronaucorini Sites 2021
    - genre Afronaucoris Sites 2021

  - tribu Asthenocorini Sites 2021
    - genre Asthenocoris Usinger, 1937
    - genre Indonaucoris Sites 2021
    - genre Philippinocoris Polhemus & Polhemus, 1987
    - genre Stalocoris La Rivers, 1969

  - tribu Idiocarini Sites 2021
    - genre Aptinocoris Montandon, 1897
    - genre Australonaucoris Sites 2021
    - genre Cavocoris La Rivers, 1971
    - genre Idiocarus Montandon, 1897
    - genre Nesocricos La Rivers, 1971
    - genre Sagocoris Montandon, 1911
    - genre Tanycricos La Rivers, 1971
    - genre Warisia La Rivers, 1971

  - tribu Naucorini
    - genre Halmaheria Zettel, 2007
    - genre Nanonaucoris Zettel, 2001
    - genre Naucoris Geoffroy, 1762 (y compris Thurselinus Distant, 1904, synonymisé)

### Genres fossiles
Selon BioLib (16 avril 2022) :
- sous-famille †Ijanectinae Popov, 1971
  - genre †Ijanecta Popov, 1971
- sous-famille Naucorinae Leach, 1815
  - genre †Aidium Popov, 1968
  - genre †Angaronecta Popov, 1971
  - genre †Aphlebocoris Handlirsch, 1906
  - genre †Heleonaucoris Popov, 1971
  - genre †Irkutonecta Popov, 1985
  - genre †Liadonaucoris Popov, 1971
  - genre †Mongonecta Popov, 1986
  - genre †Nectodes Popov, 1968
  - genre †Nectonaucoris Popov, 1968
- sous-famille †Sphaerodemopsinae Popov, 1971
  - genre †Sphaerodemopsis Handlirsch, 1908
- incertae sedis
  - genre †Apopnus Handlirsch, 1921
  - genre †Cratocora Martins-Neto, 2005
  - genre †Cratopelocoris Ruf & Goodwyn, 2005
  - genre †Exilcrus Zhang, Yao, Ren & Zhao, 2011
  - genre †Jurategia Popov, 2014
  - genre †Miroculus Zhang, Yao, Ren & Zhao, 2011
  - genre †Nepidium Westwood, 1854
  - genre †Palaeoheteroptera Meunier, 1900
  - genre †Saucrolus Santos, 1971
  - genre †Shartegonaucoris Popov, 2014